# Костел Святої Анни (Ковель)
Костел Святої Анни — римо-католицький храм, найстаріший дерев'яний храм міста Ковеля (Волинська область), побудований у 1771 році, привезений із села Вишеньки Рожищенського району. Унікальною є двовежева форма храму, що властиво більше для мурованої архітектури. В Україні дерев'яних двовежевих костелів, датованих XVIII ст., збереглось лише два. Найціннішою пам'яткою храму є старанно відновлений бароковий вівтар з кінця XVIII ст. Парафією опікуються ченці-францисканці з Кракова.

## Історія
У 1551 р. королева Бона надала костелу святої Анни великий привілей. Вона фундувала на нього кошти, призначила священику 10 кіп литовських грошей пенсії. Цим привілеєм на столування з кожного дому бралось по грошу, а з селян — півгроша. Костел одержав два поля, мав млин, 10 підданих в селі Воля-Ковельська.
Король Ян II Казимир у 1658 році затвердив цей привілей і від себе додав, щоб місцеві євреї платили також на костел, за ці гроші утримувався хор з трьох вікаріїв та органіста. У 1672 році Станіслав Олешко надав костелу будинок і видав 7 тисяч злотих. За ці гроші утримували двох ксьондзів, а також шпиталь. Ксьондзи одержували по 300 злотих і мусили відправити 208 святих мес читанням та 52 співом протягом року.
1751 року Юзеф Роківзький записав 1500 злотих на лой до лампи, щоб та день і ніч горіла в костелі. У 1752 р. Калушовська записала 500 злотих на світло лампи, яка мала горіти перед іконою непорочного зачаття Діви Марії. У 1789 р. Ф. Глінський заповів 1000 злотих для того, щоб раз в місяць на його честь відправлялась свята меса. І сильні і багаті йдуть до Господа, бо хочуть спасіння. Горить свічка і заспокоює живі душі. При костьолі були будинки для настоятеля, ксьондзів та вікаріїв. Поряд збудовані підсобні приміщення. Костел знаходився недалеко Благовіщенської церкви — в сторону до ринку якихось 100—150 метрів.
Відомо, що під час визвольних козацьких війн костел в 1648 р. був поруйнований, ксьондз вбитий, а майно пограбоване. 1710 року відбудував волинський воєвода Ст. Лешинський[джерело?]. У 1854 році в костелі виникла пожежа і знову зруйнувала його. Настоятель храму разом з парафіянами будують нову дерев'яну святиню. Цей костел пережив Першу світову війну, революцію і достояв аж до 1945 року, але був знищений за наказом місцевої влади. З 1924 по 1931 рік велось будівництво нового, кам'яного і найбільшого в Луцькій дієцезії костелу. Ініціатором цієї будови був настоятель парафії Фелікс Шнарбуховський. Після смерті Шнарбуховського будівництво продовжував ксьондз Мар'ян Токажевський, відомий священник, замордований НКВС у 1941 році.
У 1938 році парафія св. Анни нараховувала 14782 вірних, і до неї належали навколишні села: Білин, Бахів, Будище, Черкаси, Довгоноси, Гішин, Кашівка, Колодяжне, Люблинець, Мощена, Зелена, Вербка, Воля-Ковельська, Облапи, Радошин, Скулин, Стеблі, Троскоти та інші. До 1939 р. в Ковелі функціонував гарнізонний костел святого Войцеха, який був знищений в 1945 році. 1943 року більшість католиків-парафіян утікали з Ковельщини за Буг. Крім страшної війни, що гуркотіла канонадою гармат десь далеко за Ковелем, у 1942—1943 роках ішла кровопролитна, штучно спровокована бойня між поляками та українцями.
Передбачення ксьондза збулося — в 1944 році костел частково руйнується від вибухів снарядів, а в 1945 році донищується з наказу влади. Після довгої перерви парафія св. Анни відновлює своє служіння в 1992 році. Служба Божа проводилась у старенькому, ветхому приміщенні по бульвару Лесі Українки, недалеко готелю «Лісова пісня».
Костел, який є у місті зараз, перевезений сюди в 1994 році з села Вишеньки біля Рожищ. Дерев'яних костелів в Україні лишилося небагато, і всі вони переважно дуже скромні за розмірами споруди. Цей — чи не найбільший, та ще й з двома вежами на фасаді.
Перший храм у Вишеньках датують фантастичним 1639 роком, пізніше святиня була відбудована, а фактично — зведена по-новому власником Вишеньок, поміщиком Станіславом Манецьким у 1771 р., але по споруді видно, що з XVIII століття нічого не лишилося. І правда: в 1847 році костел горів, а ще за дванадцять років його відреставрували.
Після Другої світової війни храм зачинили, перетворивши на молокозбиральний пункт. Два роки (1994—1996 рр.) храм в Ковелі реставрували, а фактично — відбудовували під наглядом «Укрзахідпроектреставрації» майже повністю. В 1996 р. костел освятив львівський архієпископ Мар'ян Яворський. Ще за рік німецька парафія Ліше подарувала костелу орган — перший орган у Волинській області, який звучить у повоєнний час у католицькому храмі.
У жовтні 1996 року на місці колишнього автобусного парку по вулиці Вербицького постала чудова дерев'яна споруда XVIII ст. Землю для костелу надала місцева влада. Зовні облицьована дошками, покрита ґонтами, з двома куполами, ця споруда створила навколо себе ще один духовний центр. Реставратори відновили її стародавній лик. Так у місті з'явилась одна з найдавніших, 1771 року народження, пам'ятка архітектури. У кам'яний фундамент парафіяльного будинку закладено священний камінь, привезений з Єрусалиму. Освячення храму здійснив єпископ Маркіян Трофим'як разом з єпископами, що прибули з Німеччини, Польщі та Києва. Служіння в римо-католицькому храмі проводиться українською і польською мовами.